# Кармановское
Кармано́вское (бел. Кармано́ўскае во́зера) — озеро на северо-западе Белыничского района Могилёвской области Белоруссии. Относится к бассейну реки Клева.

## Расположение
Озеро находится возле деревни Кармановка между озёр Заозерское и Курганское на территории Мощаницкого сельсовета, в 15 км северо-западнее административного центра сельсовета — агрогородка Большая Мощаница, и в 16 км северо-западнее административного центра района — города Белыничи.

## Общая характеристика
Озеро располагается в болотистой лесистой местности на высоте 184 метров над уровнем моря. Имеет округлую форму длиной 0,74 км (0,75 км) и максимальной шириной 0,62 км (средняя ширина — 0,41 км), протяжённость береговой линии — 2,29 км (2,25 км). Площадь озера — 0,3 км². Наибольшая глубина достигает 7,5 м, средняя — 3,29 м. Объём воды — 0,99 млн м³. Склоны озёрной котловины высотой 3—5 м. Берега низкие, частично заболоченные.